# پل گریتز
پل گریتز (انگلیسی: Paul Graetz؛ ۴ اوت ۱۸۸۹ – ۱۶ فوریهٔ ۱۹۳۷) یک هنرپیشه اهل آلمان بود.
از فیلم‌ها یا برنامه‌های تلویزیونی که وی در آن نقش داشته است می‌توان به ماری اشاره کرد.